# IBM 7532

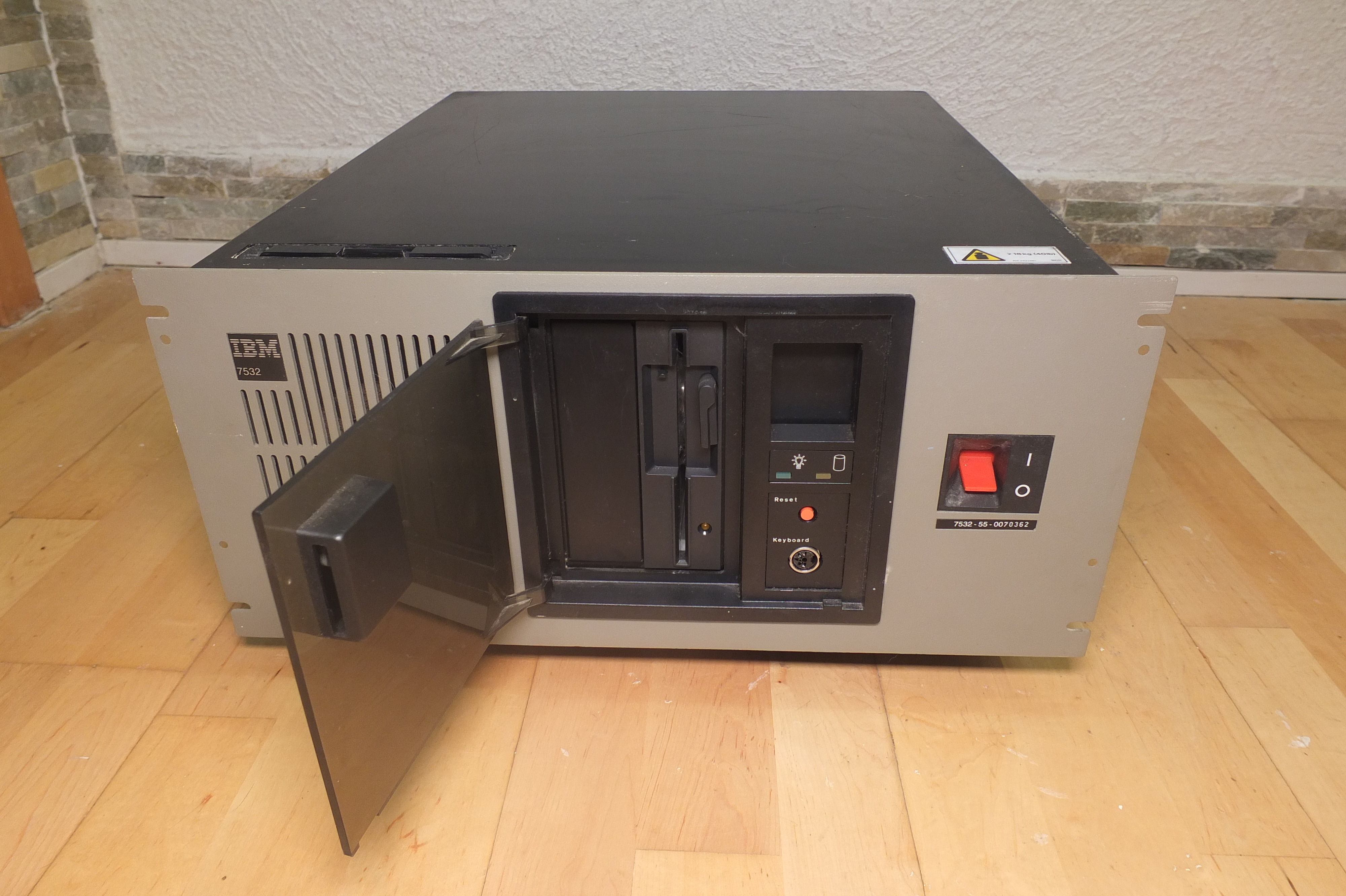
IBM-7532-Gehäuse

Der IBM 7532 war ein IBM PC in einem 5 HE 19-Zoll-Rack-Gehäuse. Er war der Vorgänger des am 4. September 1991 angekündigten IBM 7537.
Die Abmessungen des Gehäuses waren 437×511×216 mm (B×T×H). Die Frontblende hatte die Maße 480×220 mm.
Als CPU war eine Intel 80286 verbaut.
Neben dem Einbau in 19-Zoll-Racks wurde er in IBM Mainframes als „Companion“ eingebaut. Das abgebildete Modell stammt aus dem Mainframe der Friatec Rheinhütte in Wiesbaden, der 1995 durch eine HP 9000 abgelöst wurde.
Im Artikel An Integrated Spatio-Temporal Approach to Automatic Visual Guidance of Autonomous Vehicles von E. D. Dickmanns, B. Mysliwetz und T. Christians wird der Einsatz als Host in einem System zur Steuerung eines autonomen Fahrzeuges beschrieben.